# エラノス会議

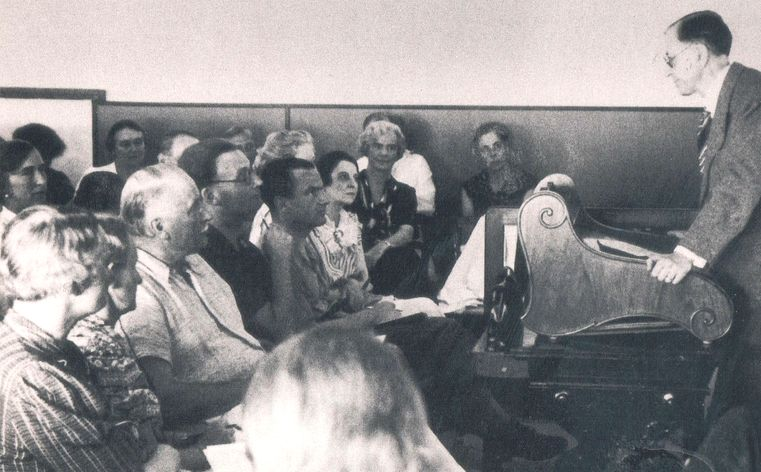
1938年のエラノス会議で演説するマッソン・ウルセル

エラノス会議（エラノスかいぎ、Eranos）は、宗教学、神話学、深層心理学、神秘主義などをめぐり、東西の研究者が参集して開いた学際的会議の名称である。人間の精神性を中心の問題とし、開催地と主題との関係もあって、カール・グスタフ・ユングの思想と学説（分析心理学）が主導した。

## 概説
「エラノス」という名前は古典ギリシア語の晩餐会に由来し、これは幾人かの客たちが自前で食べ物を持ってきて、互いに頒ち合い、食卓を囲んで談笑しあう会食を意味する。1933年にオランダ系イギリス人女性の神秘家・オルガ・フレーベ・カプタイン （Olga Froebe-Kapteyn） によってこのグループが設立された。それ以来スイスのアスコナ近くのマッジョーレ湖岸にある彼女が私有する屋敷で毎年会議が開催された。60年以上の間、このイベントは異なる知の領域からなるざまな思想家たちが人間の精神に関するさまざまな事柄を討議するための接点として貢献した。
各々の大会は8日にわたって行われるが、その間、すべての参加者は食事、睡眠、生活をともにすることによって、議論の雰囲気は促進され、相互理解が深まる。毎年、新しいテーマに取り組み、各々の思想家が主題についての2時間の講義を行い、このアイデアの晩餐会への彼（女）の貢献によって、参加している多種多様な思想家は生産的で知的な談話に移っていく。

## エラノス会議の起源
Froebe-Kapteynは、著名なドイツの宗教史研究家ルドルフ・オットーの提案によりこのグループを設立した。Froebe-Kapteynは、円卓会議のオランダの愛好家であり、初期には、スピリチュアリストがこの会議の発足に関係していた。エラノスは精神の起源の問題に関心があった。最初のテーマ『東と西のヨガと瞑想』は、1930年代初期において実際に先駆的なテーマであった。エラノスはその設立初期において本質的にカール・ユングの思想と関連するようになった。ユングはエラノスの正規参加者だったので、彼の神話の元型の概念はエラノスの基礎理論となった。

### 参加者
- ジョーゼフ・キャンベル（神話学）
- ルドルフ・オットー（宗教学）
- アンドレアス・シュパイザー（Andreas Speiser、数学）
- アンリ・シャルル・ピュエシュ（Henri-Charles Puech、グノーシス主義研究者→Gospel of Thomas）
- シュムエル・ザンブルスキー（Shmuel Sambursky）
- アンリ・コルバン（Henry Corbin、イスラム神秘主義）
- ゲルショム・ショーレム（ユダヤ神秘主義→カバラ）
- ルイ・マシニョン（Louis Massignon、オリエント学）
- フーゴー・ラーナー（教会史、キリスト教神学）
- ハインリヒ・ツィンマー（Heinrich Zimmer、インド学）
- ミルチャ・エリアーデ（宗教学）
- エーリヒ・ノイマン（精神医学・神話学）
- エルンスト・ベンツ（Ernst Benz、東方教会史・神秘主義）
- カール・ケレーニイ（神話学・古典学）
- ジル・クィスペル（キリスト教教会史家、グノーシス主義研究者）
- アドルフ・ポルトマン(Adolf Portmann、生物学）
- パウル・ティリッヒ（組織神学）
- ファン・デル・レーウ（Gerardus van der Leeuw、宗教現象学 Phenomenology of religion）
- マルティン・ブーバー（宗教哲学）
- カール・レーヴィット（哲学）
- 鈴木大拙（禅研究・東洋思想家)
- 井筒俊彦（イスラーム思想研究）
- 上田閑照（エックハルト研究）
- 河合隼雄（分析心理学）
- 大橋良介（哲学、美学、宗教学）
- 花岡永子（西田幾多郎、ホワイトヘッドの哲学、宗教学）

### 関連事項
- 分析心理学
- 深層心理学
- 宗教学
- 神話学
- 文化人類学
- インテレクチュアル・ヒストリー
- アスコナ - 会議が開催されたスイスの町
- ボーリンゲン賞